# Șpotivka, Konotop
Șpotivka (în ucraineană Шпотівка) este localitatea de reședință a comunei Șpotivka din raionul Konotop, regiunea Sumî, Ucraina.

## Demografie
Componența lingvistică a localității Șpotivka
     Ucraineană (98,39%)
     Rusă (1,25%)
     Alte limbi (0,18%)
Conform recensământului din 2001, majoritatea populației localității Șpotivka era vorbitoare de ucraineană (98,39%), existând în minoritate și vorbitori de rusă (1,25%).